# Černý Ijus
Černý Ijus (rusky Белый Июс, chakasky Хара-Ӱӱс) je řeka v Chakasii v Rusku. Je 178 km dlouhá. Povodí má rozlohu 4290 km².

## Průběh toku
Pramení na východních svazích Kuzněckého Alatau. Na horním toku má charakter rychlé horské řeky a na dolním toku protéká kopcovitou stepní krajinou na západním okraji Čulymsko-jenisejské kotliny. Po soutoku s Bílým Ijusem vytváří Čulymi, pravý přítok Obu.

## Vodní stav
Zdrojem vody jsou především sněhové srážky. Průměrný roční průtok vody ve vzdálenosti 55 km od ústí činí 41 m³/s.

## Využití
Řeka je splavná.